# Cheilotrichia umiat
Cheilotrichia umiat är en tvåvingeart som först beskrevs av Alexander 1955.  Cheilotrichia umiat ingår i släktet Cheilotrichia och familjen småharkrankar. Inga underarter finns listade i Catalogue of Life.